# 피아노 삼중주 7번 (베토벤)
루트비히 판 베토벤의 피아노 삼중주 7번 내림나장조, 작품 번호 97은 1811년에 완성된 피아노 삼중주이다. 레오폴트 2세 (신성 로마 황제)의 열두 명의 자녀 중 막내인 오스트리아의 루돌프 대공에게 바쳐졌기 때문에 흔히 "대공 삼중주"라고 불린다. 때때로 베토벤의 피아노 삼중주의 작품 안에서 장르 일련번호가 7번으로 매겨지지만, 베토벤의 열두 개의 피아노 삼중주의 장르 일련번호는 표준화되어 있지 않으며, 다른 출처에서는 이 작품의 장르 일련번호가 7번이 아닌 다른 번호를 갖거나 주어지지 않았을 수도 있다.
이 작품은, 베토벤의 또 다른 피아노 삼중주 작품, 유령(작품 번호 70-1)과 함께 가장 많이 연주되는 곡 중의 하나이다. 그 유명한 멜로디는 방송 등에서도 사용되는 경우가 많으며, 예술을 애호한 대공과 평생 변함없는 경의를 되돌려준 베토벤의 신분과 나이를 뛰어넘은 우정의 선율은 시대를 초월하여 전 세계적으로 사랑받고 있다.

## 작곡 및 초연
베토벤의 소위 "중기"의 말에 해당되는 창작의 기간에 쓰여진 작품으로, 1810년 여름에 작곡을 시작하여 1811년 3월에 작품을 완성하고 있다. 같은 시기에 피아노 삼중주 6번, 아테네의 폐허 (부수 음악), 슈테판 왕 (부수 음악), 교향곡 7번, 교향곡 8번 등의 작품들이 함께 만들어졌다.
첫 번째 연주회는 1814년 4월 11일에 빈의 호텔 춤 뢰미쉔 카이저에서 베토벤 자신과 이그나츠 슈판치히 (바이올린), 요제프 린케 (첼로)에 의해 진행되었다. 당시 베토벤의 청각 장애는 계속해서 공연자로서의 능력을 잠식시켰다. 몇 주 후 재공연을 한 후 베토벤은 다시는 피아니스트로 대중 앞에 모습을 드러내지 않았다.

## 출판 및 헌정

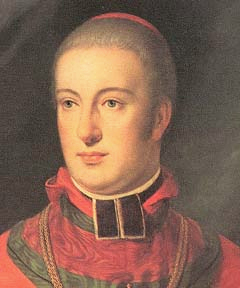
루돌프 대공 (19세기 초반, 요한 밥티스트 람피에 의한 초상화)

이 작품은, 1816년 12월에 빈의 쉬타이너를 통해 출판되었고, 그의 중요한 후원자였던 루돌프 대공에게 헌정되었다. 베토벤이 활약했던 시대는 나폴레옹 전쟁이 한창일 때였다. 이미 몰락 기색이었던 귀족은 전비의 부담이나 일족의 인간의 전사 등이 겹치면서 음악가에게의 연금은 경황이 없는 경우가 많았고, 베토벤에 대한 지원은 속속 중단되었다. 그러나 그 중 거의 유일하게 생애에 걸쳐 베토벤을 지원한 사람이 있었는데, 그가 바로 루돌프 대공이었다. "대공"이라는 품위는 귀족 중에서도 왕의 바로 아래에 해당되는데, 그러한 품위를 지닌 루돌프이지만, 작곡가가 베스트팔렌의 궁정으로 갈 계획을 세웠던 1809년에 거액의 연금 지원을 약속하며 빈에 머물 것을 부탁했다. 루돌프 대공은 베토벤의 후원자이면서 친구, 제자이기도 했다. 그는 음악을 그다지 비호하지 않은 아버지와는 달리, 베토벤을 사사해 스스로도 연주 · 작곡을 했다. 그리고, 베토벤과 사제 · 후원자 등의 관계를 넘어 필생의 친구가 되었다. 대공은 병약하여 이른 43세를 일기로 사망하지만, 베토벤은 그의 생전에 많은 곡을 헌정, 총 14개의 작품을 헌정했다. 대공 삼중주는 그 14개 작품 중의 한 작품이다. 대공 또한 그 답례로 자신의 한 작품을 베토벤에게 헌정했다.

## 반응
바이올리니스트이자 작곡가인 루이스 슈포어는 이 작품의 리허설을 목격하고 다음과 같이 평했다: "그의 청각 장애로 인해 이전에는 크게 존경 받았던 예술가의 기교가 거의 남아 있지 않았다. "포르테"(강하게) 악절에서는 현이 쨍그렁거릴 때까지 건반을 두드렸고, "피아노"(여리게) 악절에서는 너무 부드러운 연주로 모든 음이 누락되어 있어서 피아노 부분을 들여다 보지 않는 한 그 음악은 알아들을 수 없었다. 나는 그토록 힘든 그의 운명에 몹시 슬펐다."
피아니스트이자 작곡가인 이그나츠 모셸레스는 첫 번째 공연에 참석하여 작품에 대해 다음과 같이 평했다: "'새로운'이라는 단어가 얼마나 많은 작곡의 경우에서 잘못 적용되었던가! 하지만 베토벤의 작품에서는 결코, 그리고 적어도 이 작품에서는, 다시 한번 독창성으로 가득 차 있다. 그의 연주에서는 지적 요소를 제외하고, 명료성과 정확성 면에서 나를 덜 만족시켰지만, 나는 그의 작품에서 오랫동안 알아본 웅장한 연주 스타일의 많은 흔적을 관찰했다."
1816년의 출판물은 1815년에 작곡가가 증명했듯이 몇 가지 작은 변화가 있었지만 1811년 구상된 작업에 비해 큰 변화가 있지는 않았다.

1829년에 빈의 일반음악신문은 다음과 같이 평했다:
“천재, 예술, 자연, 진실, 정신, 독창성, 발명, 실행, 미각, 힘, 불, 환상, 사랑스러움, 깊은 느낌, 생동감 넘치는 농담이 자매처럼 조화를 이룹니다: 시인과 함께 외쳐야합니다: Omne tulit punctum ("최고의 찬사를 받았습니다") (그는 그의 전공의 대가라고 한다; 호라티우스.)" - 일반음악신문, 1829

## 악장 구성
작품은 다음과 같이 네 개의 악장으로 되어 있다. 일반적인 공연에서는 연주 시간이 약 36분에서 45분 정도 소요된다.

### 제1악장 알레그로 모데라토
내림나장조. 4/4 박자, 소나타 형식.
곡의 시작부터 웅장한 피아노의 주제로 시작한다. "B♭-D-A-B♭-F"의 우아한 선율선을 피아노의 오른손이 옥타브 주법으로 그리고, 바이올린이 뒤를 이은 후 첼로가 지원하는 구도이다. 제2주제는 사장조, 음계를 동기로 한 차분한 이행부의 중심은 피아노에 놓여 있지만 현악기도 능숙하게 화성을 보완하고 있다. 전개부는 내림마장조, 피아노 소나타와는 달리 쉽게 끝내고 있다. 코다는 피아노의 아르페지오 위에 처음의 주제를 제주하며 화려하게 끝이 난다.

### 제2악장스케르초. 알레그로
내림나장조. 3/4 박자, 세도막 형식.
첼로와 바이올린 만으로 시작되는 가벼운 발걸음의 스케르초이다. 다소 익살스러운 광대 같은 주제와 반음계의 움직임이 나타나며, 갑자기 재즈처럼 들리는 동기가 시작된다. 트리오로 추정되는 부분의 주르르 미끄러지는 듯한 반음계의 사용은 기이하고 신비롭다

### 제3악장안단테칸타빌레마 콘 모토. 포코 피우 아다지오
라장조. 3/4 박자, 변주곡 형식,
완만한 선율의 악장. 주제와 네 개의 변주로 이루어진 완서악장이다. 내성적인 노래의 환상 세계 안에서 굴지의 아름다운 음악이 표현된다. 끊어지지 않고 다음 악장으로 진행된다.

### 제4악장 알레그로 모데라토 - 프레스토
내림나장조. 2/4박자 – 6/8 박자". 론도 형식.
셋잇단 음표를 효과적으로 도입한 쾌활한 악장. 일전해서 밝은 론도가 되고, 분방한 주제가 나타난다. 이후 부분은 슈베르트의 음악을 연상케 하는 헝가리 랩소디 풍의 곡상이다. 마지막은 화려한 피아노 기교를 보이며 큰 코다로 끝이 난다.

## 음반 참조
- 알프레드 코르토 (pf), 자크 티보 (vn), 파블로 카살스 (vc), 1928 (EMI Classics) 재발매 (Naxos)
- 얀 파넨카 (pf), 요세프 수크 (vn), 요제프 후흐로 (vc), 1964 (Supraphon).
- 보자르 삼중주단: 메나 헴 프레슬러 (pf), 다니엘 기레 (vn), 버너드 그린하우스 (vc), 1964 (Philips),
- 다니엘 바렌보임 (pf), 핀커스 주커만 (vn), 재클린 뒤 프레 (vc), 1969 (EMI Classics)
- 빌헬름 켐프 (pf), 헨릭 쉐링 (vn), 피에르 푸르니에 (vc), 1970 (DG)
- 트리오 반더러: 뱅상 코크 (pf), 장-마크 필립스-바자베디앙 (vn), 라파엘 피두 (vc), 2012 (Harmonia Mundi)
- 트리오 오원: 엠마뉘엘 슈트로세 (pf), 올리비에 샤를리에 (vn), 양성원 (vc), 2013 (Decca)